# Hans Fritzsche
Hans Georg Fritzsche (Bochum, 21 april 1900 - Keulen, 27 september 1953) was een Duitse journalist en vooraanstaande nazi die op het einde van de Tweede Wereldoorlog Ministerialdirektor van het Rijksministerie van Volksvoorlichting en Propaganda (RMVP) was.
Fritzsche diende in de Eerste Wereldoorlog in het leger. Na de oorlog studeerde hij kort aan een aantal universiteiten waarna hij verslaggever werd bij de 'Hugenberg Presse' en vervolgens betrokken raakte bij de opkomst van de radio als massacommunicatiemiddel. In september 1932 werd hij hoofd van de Drahtloser Dienst. In mei 1933 werd hij lid van de NSDAP en bleef onder het ministerie van Joseph Goebbels hoofd van de radiodienst.
Hij verwierf vanaf 1939 grote bekendheid met de wekelijks uitgezonden radiokwartiertjes ‘Es spricht Hans Fritzsche’, waarin hij de oorlogstoestand becommentarieerde, vergelijkbaar met 'Ik was er zelf bij' van Max Blokzijl in Nederland.
In mei 1945 werd hij gevangengenomen door de sovjets en berecht tijdens het Proces van Neurenberg waar hij vrijgesproken werd van misdaden tegen de vrede, oorlogsmisdaden en misdaden tegen de menselijkheid. Hij werd vervolgens door de Duitse justitie alsnog tot negen jaar cel veroordeeld vanwege andere misdaden. Hans Fritzsche kwam in september 1950 vrij en overleed enige jaren daarna aan kanker.

## Lidmaatschapsnummer
- NSDAP-nr.: 2 637 146 (lid geworden 1 mei 1933[8][2])

## Publicatie
- (de)  Das Schwert auf der Waage (1953) met Hildegard Springer. (Memoires over zijn berechting tijdens het Neurenberg-proces.)

## Onderscheidingen
- IJzeren Kruis 1914, 2e Klasse
- Kruis voor Oorlogsverdienste, 2e Klasse
- Erekruis voor Frontstrijders in de Wereldoorlog
- Dienstonderscheiding van de NSDAP, 3e Graad (brons)